# Мусієнко Іван Васильович
Іван Васильович Мусієнко (15 серпня 1919 — 13 серпня 1993, місто Чернівці) — український радянський діяч, голова Чернівецького облвиконкому. Депутат Верховної Ради УРСР 7—8-го скликань (у 1967—1974 роках). Член Ревізійної Комісії КПУ в 1966—1976 роках.

## Біографія
Член ВКП(б) з 1946 року.
Перебував на партійній та радянській роботі.
З середини 1950-х до 1962 року — 1-й секретар Садгірського районного комітету КПУ Чернівецької області.
До грудня 1965 року — 1-й секретар Новоселицького районного комітету КПУ Чернівецької області.
6 грудня 1965 — 17 червня 1973 року — голова виконавчого комітету Чернівецької обласної ради депутатів трудящих.
Потім — на пенсії в місті Чернівці.

## Нагороди та відзнаки
- орден Вітчизняної війни ІІ ст.
- орден Трудового Червоного Прапора (26.02.1958)
- орден «Знак Пошани» (20.08.1969)
- ордени
- медалі
- Почесна грамота Президії Верховної Ради Української РСР (30.07.1965)